# Museum Walserhaus
Das Museum Walserhaus Gurin steht im charakteristischen Walserdorf Bosco Gurin und ist das älteste ethnographische Museum im Kanton Tessin. Es wird von der «Gesellschaft Walserhaus Gurin» geleitet.

## «Gesellschaft Walserhaus Gurin»
Die 1936 gegründete Gesellschaft setzt sich zum Ziel, die Walser Kultur und Sprache von Bosco Gurin, das Ggurijnartitsch, zu pflegen und aufzuwerten. Insbesondere will die Gesellschaft:
- das geschichtliche, kulturelle und linguistische Erbe der Walser Gemeinde Gurin bewahren;
- Projekte fördern und unterstützen, durch welche auch ausserhalb der Guriner Walser Gemeinschaft das Verständnis für deren Ursprung, Geschichte und Bräuche vertieft wird;
- im ethnographischen Museum Walserhaus die Geschichte und die Kultur insbesondere der Guriner Walsergemeinschaft, aber auch jener des nahen Pomatts (Val Formazza) pflegen.

Die Geschäfte der Gesellschaft, die über 300 Mitglieder zählt, wird von einem Vorstand geführt, in dem auch die Gemeinde, die Bürgergemeinde und die Trachtengruppe Bosco Gurin vertreten sind. Ausführendes Glied der musealen Tätigkeiten sind eine Kuratorin und eine Aufsichtsperson, welche beide im Dorf ansässig sind und von zahlreichen freiwilligen Mitarbeitern unterstützt werden. Das Wohnmuseum zieht nicht nur Besucher aus der Schweiz und dem Ausland an (jährlich ca. 3'000), sondern bildet mit seinen Aktivitäten den sozialen Treffpunkt für die Guriner und die Kontaktstelle für den Erhalt und die Stärkung der Beziehungen zu den anderen Walser Gemeinden im Alpenraum.

## Geschichte

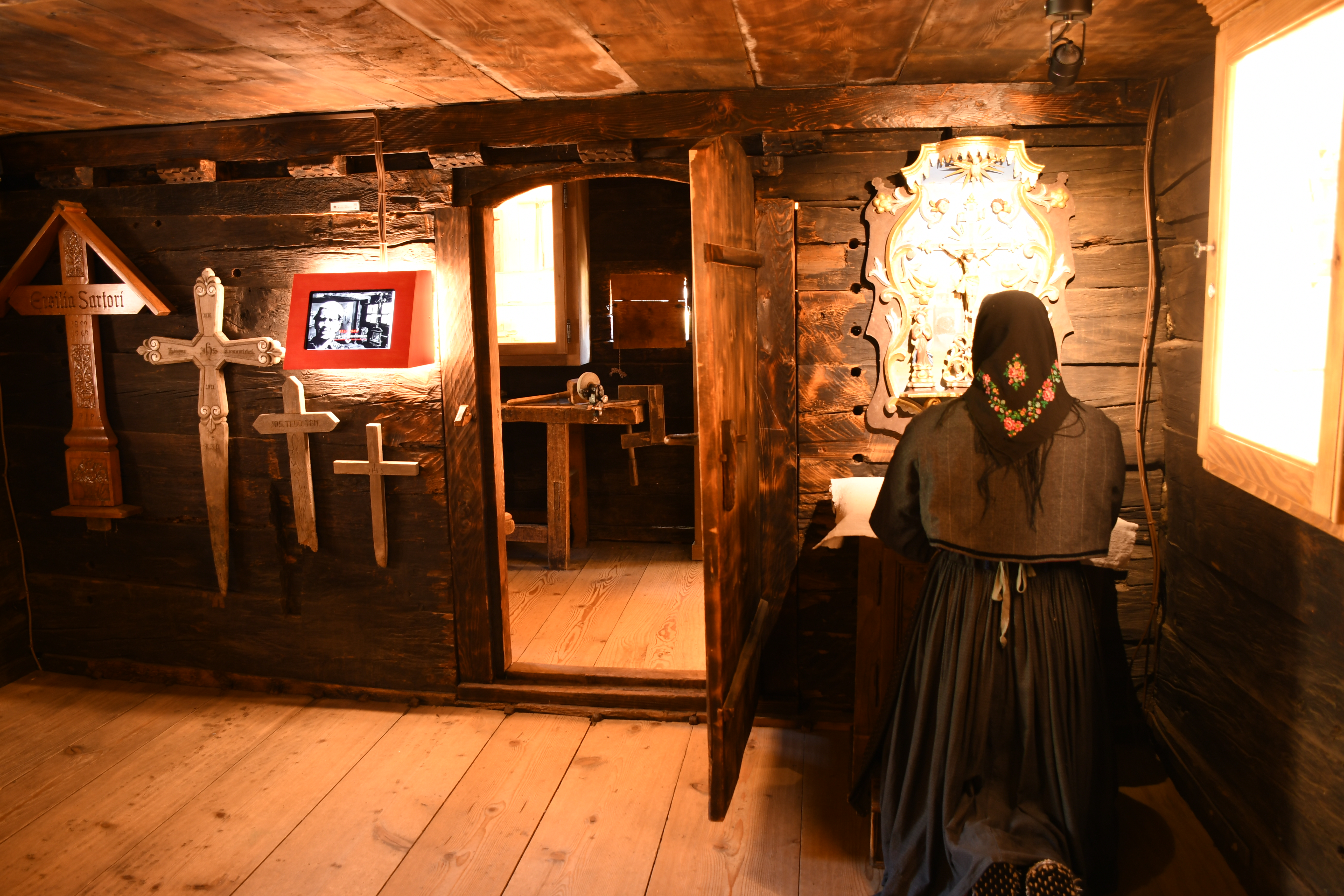
Dauerausstellung im Wohnmuseum nach den Erneuerungsarbeiten von 2018 und der Einrichtung von interaktiven Infoboxen

Das Museum Walserhaus wurde 1938 als erstes ethnographisches Museum des Kantons Tessin eröffnet; Mitinitiant war Hans Maria Sartori, unermüdlicher Förderer seines Dorfes. Zuvor hatte Michele Tomamichel, Kanzler des Bischofs von Lugano und Professor am bischöflichen Seminar, sein Elternhaus aus dem Jahr 1386 zur Verfügung gestellt, das auf diese Weise in seiner ursprünglichen Struktur erhalten werden konnte. Von Anfang an wuchs die Ausstellung stetig an. 2006 wurde die Dauerausstellung komplett umorganisiert. Seither erweiterte sich das Ausstellungskonzept mit dem nahen Stadel und dem Sortengarten vor dem Museum. Seit 2009 verfügt das Museum über einen weiteren Stadel, in dem Raum für temporäre Ausstellungen oder Handwerksarbeiten zur Verfügung steht. 
2016 wurde ein Projekt zur Aktualisierung und Modernisierung der Ausstellung gestartet, bei dem es insbesondere darum ging, das bauliche Erbe, die Sammlung und das Ggurijnartitsch durch eine innovative Darstellungsmethode aufzuwerten. Dank dem Projekt konnten die Arbeitsplätze der Kuratorin und der Aufsichtperson erhalten und den Bewohnern und Handwerkern des Dorfes Arbeitsgelegenheiten geboten werden. Die aktuelle, 2018 eingeweihte Ausstellung ist nun in ihrer modernen Form mit aktualisierter technischer Infrastruktur zu sehen. Im Jahr 2020 wurde das Museum Walserhaus für den European Museum of the Year Award (EMYA) nominiert. 2021 gewann es den Meyvaert-Preis für Nachhaltigkeit, der jenen Museen verliehen wird, die ein aussergewöhnliches Engagement für soziale, wirtschaftliche und ökologische Nachhaltigkeit in ihrer Arbeitsweise und/oder in der Art zeigen, wie sie Themen der Nachhaltigkeit in ihren Ausstellungen und Projekten präsentieren.

## Wohnmuseum

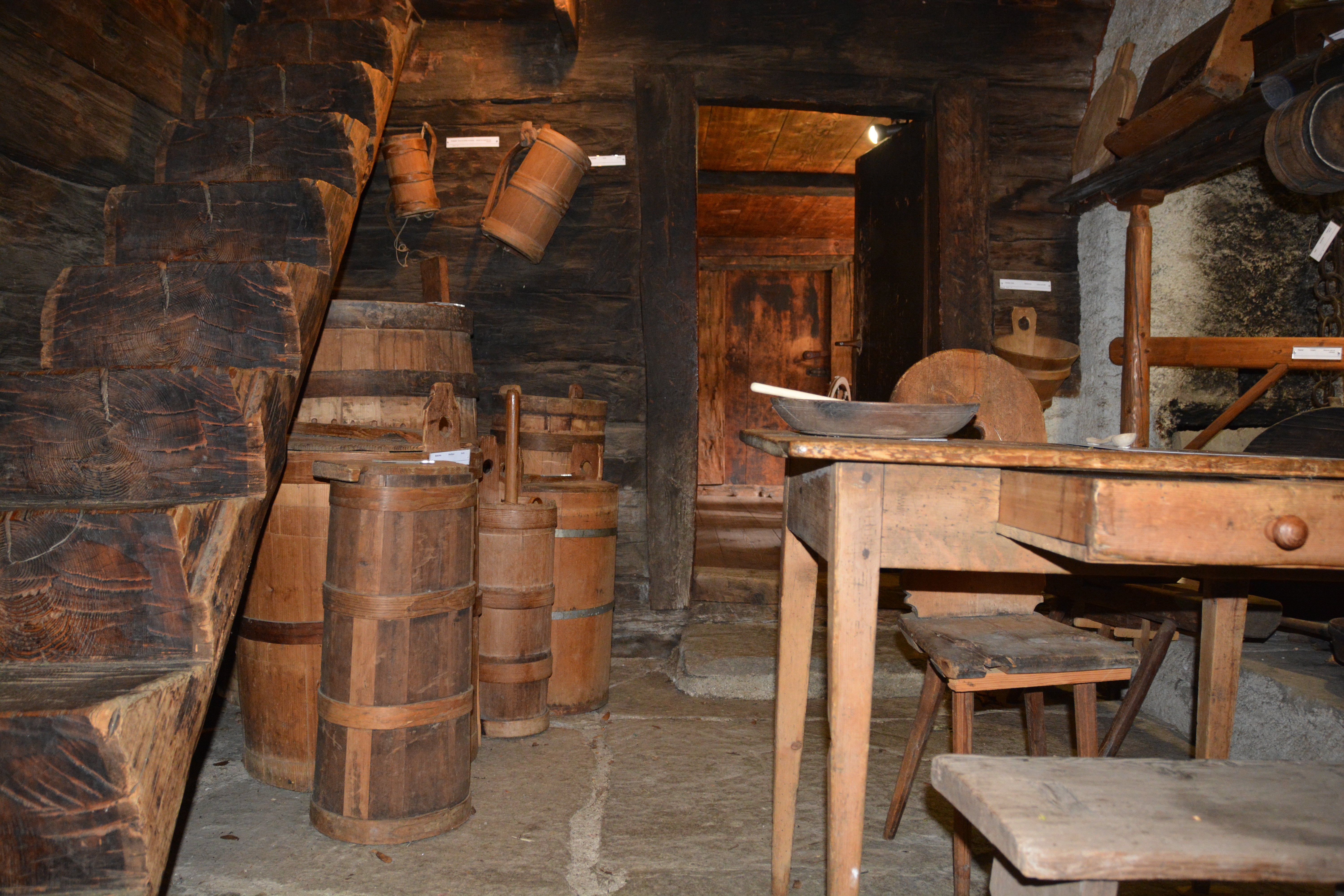
Dauerausstellung im Hausinnern vor der Erneuerung 2018

Die Dauerausstellung ist in einem alten Walser Wohnhaus eingerichtet, in dem verschiedene volkskundliche und historische Themen dargestellt sind. Ursprünglich war das Wohnhaus aus dem Jahr 1386 für zwei Familien vorgesehen. Das Gebäude ist eines der ältesten Bauten des gesamten Alpenraums und ist an sich ein Kleinod der Walser Baukunst. 
Ein Raum ist dem Guriner Künstler und Graphiker Hans Tomamichel (1899–1984) gewidmet, der für seine in der ganzen Schweiz geschaffenen Sgraffiti (von denen sich rund 20 in Bosco Gurin befinden) und für die wichtigen Werbekampagnen für Knorr, Nestlé und Caritas bekannt ist. Hans Tomamichel war auch Mitbegründer der «Gesellschaft Walserhaus» und trug dazu bei, die Walser Kultur in ihrer Gesamtheit zu präsentieren.
In den beiden nahegelegenen Stadeln befinden sich eine Dauerausstellung über die Berglandwirtschaft und temporäre Ausstellungen, während sich vor dem Museum der in Zusammenarbeit mit der Stiftung ProSpecieRara angebaute Schaugarten befindet.

## Das Museum im Territorium
Das ab 2016 entwickelte neue Ausstellungskonzept will das Museum ins Territorium von Gurin hinaus ausweiten. Dazu wurde das Projekt Ggurijnar Cheschtschi («Guriner Schatzkiste») erarbeitet, eine Sammlung von didaktischen Aktivitäten und Rundgängen, die in einer Reihe von Broschüren beschrieben werden und es erlauben, Themen rund um die Traditionen, die Sprache, die Kunst und die Umgebung erfahrbar zu machen. Das Projekt Ggurijnar Cheschtschi wurde von Pro Patria und von der Gesellschaft Landschaft Bosco Gurin unterstützt.

## Sortengarten und «Måtzufåmm»
„Iaschi Ååna hèd eistar ggseit, fer an güata Måtzufåmm z heigin, müassmu zacha Såcha dretüa – Unsere Großmutter sagte immer, dass zu einer guten Måtzufåmm-Suppe mindestens zehn Zutaten gehören.“

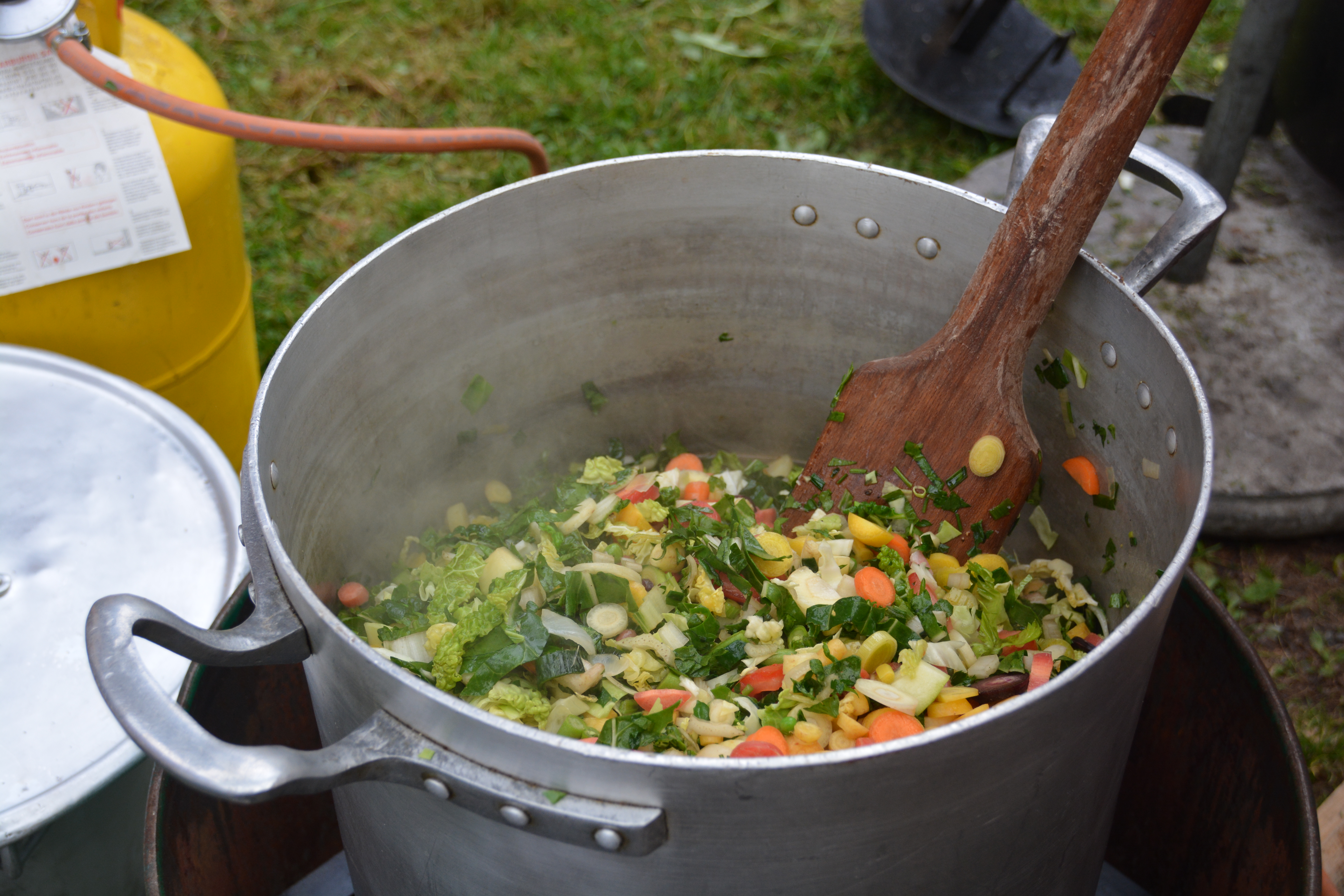
Die Gemüsesuppe Måtzufåmm.

Auch der didaktische Sortengarten ProSpecieRara vor dem Gebäude ist Teil des Museums im Territorium. Nach den Vorgaben der Schweizer Stiftung für die Erhaltung und Förderung der genetischen Vielfalt in Fauna und Flora will der Gemüsegarten das Interesse der Besucher für die alten und heute seltenen Gemüsesorten wecken, zu denen auch eine ortstypische Mairübensorte (Rååfa, Raaftschi) von Bosco Gurin gehört. 
Die hier angebauten Gemüsesorten sind auch die Zutaten für die traditionelle Suppe Måtzufåmm. Vor einigen Jahren wurde das Rezept wiederentdeckt und stellt nun die Attraktion des in Zusammenarbeit mit der Trachtengruppe organisierten, traditionellen Herbstfestes dar. Bei dieser Gelegenheit werden Dorf- und Museumsführungen angeboten, es gibt einen Markt mit lokalen Produkten und Spiele für die Kinder; aber es ist insbesondere die mit lokalem Brot und Käse servierte Gemüsesuppe, die jedes Jahr außer den Dorfbewohnern immer mehr Besucher aus dem Tessin und von auswärts anzieht.

## Projekte

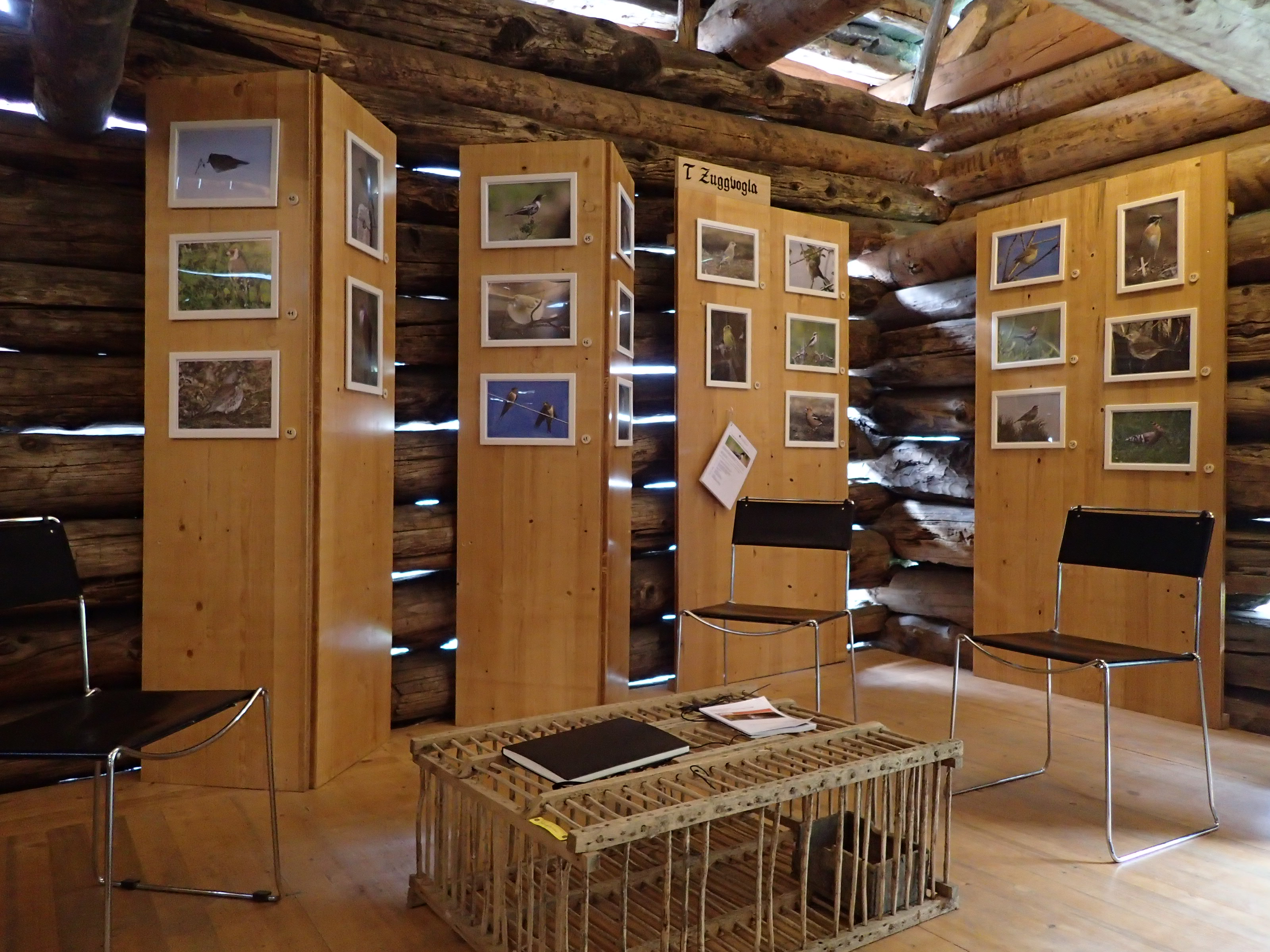
Temporäre Ausstellung Ggurijnar Vegalti (Guriner Vogelarten)

Das Museum Walserhaus Gurin wird vom Kanton Tessin als regionales ethnographisches Museum anerkannt (Gesetz über die regionalen ethnographischen Museen, vom 18. Juni 1990 mit Änderung vom 4. Juni 2002) und ist aktives Mitglied des Internationalen Vereins für Walsertum (IVfW). Im Folgenden einige im vergangenen Jahrzehnt verwirklichte Projekte:
- 2008: anlässlich des 70. Jubiläums wurde in Zusammenarbeit mit der Gesellschaft Landschaft Bosco Gurin ein alter Kalkofen wieder in Betrieb gesetzt. Der so gewonnene Kalk wurde für die Restaurierung eines historisch besonders kostbaren Wohnhauses verwendet.
- 2012: Für die Ausstellung Die Welt der Weltu liessen sich die beiden Künstler Elisabeth Flueler-Tomamichel und Kurt Hutterli von den lokalen Legenden und mythologischen Figuren inspirieren.
- 2014: Die Veröffentlichung des Wörterbuchs Aus der Mundart von Bosco Gurin – Wörterbuch der Substantive, das von Emily Gerstner-Hirzel (1923–2003) angefangen und vom Museum zum Abschluss gebracht wurde, bietet eine breite Basis für die Aufwertung verschiedener Aspekte der Walser Kultur.
- 2014–2019: Verschiedene temporäre Ausstellungen: Ggurijnar Chåårta (Bosco Gurin auf Postkarten), Ggurijnar Bliama (Guriner Blumen), Ggurijnar Vegalti (Guriner Vogelarten), Ggurijnar Schètz (Guriner Schmuckstücke).
- In Arbeit: Linguistische Untersuchungen zur Realisierung von Aus der Mundart von Bosco Gurin – Wörterbuch der Verben und anderen Wortarten führen das Projekt zur Erhaltung des Ggurijnartitsch weiter mit der Unterstützung der Universität Zürich und des Schweizerischen Idiotikons.
- In Arbeit:  Das Projekt Ggurijnar Schtåmmbömm – die Guriner Stammbäume – ermöglicht es, die vollständigen Stammbäume aller alteingesessenen Guriner Familien ab 1600 bereitzustellen.